# Fissistigma acuminatissimum
Fissistigma acuminatissimum är en kirimojaväxtart som beskrevs av Elmer Drew Merrill. Fissistigma acuminatissimum ingår i släktet Fissistigma och familjen kirimojaväxter. Inga underarter finns listade i Catalogue of Life.